# Euphorbia quitensis
Euphorbia quitensis är en törelväxtart som beskrevs av Pierre Edmond Boissier. Euphorbia quitensis ingår i släktet törlar, och familjen törelväxter. IUCN kategoriserar arten globalt som akut hotad.
Artens utbredningsområde är Ecuador. Inga underarter finns listade i Catalogue of Life.